# Hermann von Ihering

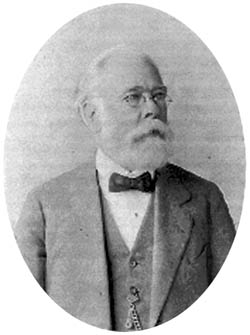
Hermann von Ihering

Hermann Albrecht Friedrich von Ihering (* 9. Oktober 1850 in Kiel; † 24. Februar 1930 in Gießen) war ein deutscher Arzt, Zoologe und Paläontologe.

## Leben
Hermann von Ihering wurde 1850 als ältester Sohn des Juristen Rudolf von Jhering geboren, der damals eine Professur in Kiel innehatte. Später übersiedelte die Familie wegen des Vaters nach Gießen und Hermann besuchte dort das Gymnasium. Als Rudolf von Jhering 1868 nach Wien berufen wurde, folgte Hermann seinem Vater, und begann ein Medizinstudium. Im Deutsch-Französischen Krieg meldete er sich 1870 in Darmstadt und verrichtete seinen Dienst als Unterarzt im Lazarett.
Von Ihering studierte Medizin in Gießen – dort schloss er sich der Burschenschaft Alemannia an –, Leipzig, Berlin und Göttingen und promovierte 1873 in Göttingen zum Dr. med. Im Anschluss studierte er Zoologie und Geologie und promovierte 1876, mit dem Arbeit Ueber die Ontogenie von Cyclas und die Homologie der Keimblätter bei den Mollusken., zum Dr. phil. Während seiner Studienzeit arbeitete er als Assistent am Zoologischen Institut in Göttingen. Nach seiner Promotion habilitierte er sich 1876 als Privatdozent für Zoologie in Erlangen und ab 1878 in Leipzig.
1880 kam Hermann von Ihering nach Brasilien, wo er die nächsten 30 Jahre seines Lebens verbringen sollte. Er ließ sich zuerst in der deutschen Kolonie von Taquara in der brasilianischen Südprovinz Rio Grande do Sul östlich von São Leopoldo nieder. Von hier aus sammelte er seltene Vögel für das Britische Museum in London und für den Ornithologen Hans Hermann Carl Ludwig von Berlepsch, Vogeleier für den Ornithologen Adolph Nehrkorn und Spinnentiere für den Zoologen und Paläontologen Alexander Graf Keyserling. Ihering praktizierte auch ein Jahr lang als Arzt und gab eine deutschsprachige Zeitschrift in Porto Alegre heraus. Ab 1883 arbeitete Ihering als Forschungsreisender für das brasilianische Nationalmuseum in Rio de Janeiro, lebte aber in der Provinz Rio Grande do Sul. 1887 ging Ihering nach São Paulo, um dort den Aufbau des Paulistaner Staatsmuseums (Museu Paulista) zu übernehmen, dessen Direktor er von 1893 bis 1916 war. Aufgrund antideutscher Stimmung während des Ersten Weltkriegs wurde er von diesem Posten entlassen.
1920 kehrte von Ihering nach Deutschland zurück und ließ sich 1921 mit seiner zweiten Frau Meta in Büdingen als Privatgelehrter nieder. Im Jahr darauf wurde Ihering ordentlicher Honorarprofessor für Zoologie und Paläontologie an der benachbarten Landesuniversität Gießen, wo er im Klinikum verstarb.
Meta, eine entfernte Verwandte von Charlotte Kestner aus Wetzlar, starb 1928. Beide wurde in Büdingen beigesetzt. Sein Sohn war der brasilianische Biologe Rodolpho von Ihering (1883–1939).

## Werk
Neben seiner ornithologischen Sammlertätigkeit wurde Ihering hauptsächlich wegen seiner Forschungen zu fossilen Schnecken und Muscheln bekannt. Durch den Vergleich der fossilen Weichtiere Südamerikas mit denen anderer Südkontinente wurde Ihering um die Jahrhundertwende zu einem der führenden Theoretiker des Zusammenhangs zwischen Evolution und Paläogeographie. Er führte einen ausführlichen Briefwechsel mit Charles Darwin. Die nahe Verwandtschaft verschiedener Arten Afrikas und Südamerikas führte zu der Anschauung, dass eine Verbindung zwischen den Kontinenten bestanden haben musste. Was heute durch die Kontinentalverschiebung erklärt werden kann, führte damals zur Landbrücken-Hypothese über inzwischen überflutete Landbrücken zwischen den Kontinenten. Allerdings wurde der von Ihering aufgezeigte Zusammenhang zwischen den Faunen der Südkontinente nicht überall anerkannt. Seine systematischen Einordnungen wurden vielfach missverstanden, das Alter der Fossilien wurde oft nicht richtig eingeschätzt.

## Erstbeschreibungen
- Trichomya Ihering, 1900, eine Gattung aus der Familie der Miesmuscheln (Mytilidae)
- Trinchesia Ihering, 1879, eine Gattung der Nudibranchia (nach einigen Autoren synonym zu Cuthona).

Nach ihm sind benannt:
- Iherings Spitzmausbeutelratte (Monodelphis iheringi)[1]
- Iheringameisenschlüpfer  (Myrmotherula iheringi)
- Ihering-Brucie (Brucepattersonius iheringi)[1]
- Ihering-Atlantikstachelratte (Trinomys iheringi)[1]

## Schriften
- Vergleichende Anatomie des Nervensystemes und Phylogenie der Mollusken. W. Engelmann, Leipzig 1877 doi:10.5962/bhl.title.13168
- Das peripherische Nervensystem der Wirbeltiere. Leipzig 1878.
- Zur Kenntniss der Sacoglossen. Halle 1892.
- Archhelenis und Archinotis. Gesammelte Beiträge zur Geschichte der neotropischen Region. Leipzig 1907. doi:10.5962/bhl.title.15767
- Die Linne’schen Gattungsnamen der marinen Nudibranchien. Nachrichtsblatt der Deutschen Malakozoologischen Gesellschaft. Jhrg. 39, 1907, S. 218–221 (BHL, kompakt downloadbar auf archive.org).
- Phylogenie und System der Mollusken. Frankfurt am Main 1922. doi:10.5962/bhl.title.10350
- Die Geschichte des Atlantischen Ozeans. Jena 1927.
- Die Nephropneusten in systematischer und phylogenetischer Hinsicht. Frankfurt am Main 1929.